# Sovětská liga ledního hokeje 1975/1976
Sezóna 1975/1976 byla 30. sezonou Sovětské ligy ledního hokeje. Mistrem se stal tým Spartak Moskva.
Tým Sibir Novosibirsk sestoupil. Ze 2. ligy postoupil celek Krystall Saratov. Tým SKA Leningrad se v baráži proti 2. celku 2. ligy (Dizelist Penza) po výhrách 6:3 a 8:2 udržel.

## Konečné pořadí
| #  | Tým                  | Z  | V  | R | P  | Sk.     | B  |
| -- | -------------------- | -- | -- | - | -- | ------- | -- |
| 1  | Spartak Moskva       | 36 | 21 | 8 | 7  | 189-139 | 50 |
| 2  | HC CSKA Moskva       | 36 | 22 | 4 | 10 | 188-116 | 48 |
| 3  | HK Dynamo Moskva     | 36 | 21 | 3 | 12 | 163-119 | 45 |
| 4  | Křídla Sovětů Moskva | 36 | 20 | 0 | 16 | 163-145 | 40 |
| 5  | Chimik Voskresensk   | 36 | 15 | 7 | 14 | 100-105 | 37 |
| 6  | Dynamo Riga          | 36 | 16 | 5 | 15 | 122-118 | 37 |
| 7  | Traktor Čeljabinsk   | 36 | 14 | 5 | 17 | 144-137 | 33 |
| 8  | Torpedo Gorkij       | 36 | 12 | 5 | 29 | 129-151 | 29 |
| 9  | SKA Leningrad        | 36 | 8  | 5 | 23 | 119-183 | 21 |
| 10 | Sibir Novosibirsk    | 36 | 8  | 4 | 24 | 105-209 | 20 |